# Microphthalmus simplicichaetosus
Microphthalmus simplicichaetosus är en ringmaskart som beskrevs av Westheide och Purschke 1992. Microphthalmus simplicichaetosus ingår i släktet Microphthalmus och familjen Hesionidae. Inga underarter finns listade i Catalogue of Life.